# Mravenec otročící
Mravenec otročící (Formica fusca) či mravenec černohnědý patří do rodu mravenců Formica a dále do podrodu Serviformica (otročící mravenci) v podčeledi Formicinae .

## Popis
Po celém těle je leskle černý a je pokrytý krátkými chloupky. Dělnice dosahují velikosti 4,5 až 7,5 milimetru, zatímco pohlavní jedinci jsou velcí až 11 milimetrů. Rojí se mezi koncem června a začátkem září.

## Rozšíření
Hnízda si staví hlavně v zemi; preferována jsou otevřená a mírně zastíněná místa. Je poměrně teplomilný a vyhýbá se vnitřku stinných lesů. Areál rozšíření je západ palearktické oblasti. Ve Fennoskandiávii je rozšířen až do 65 stupňů severní šířky. Mravenec otročící je rozšířen po celé střední Evropě. V Alpách se vyskytuje v nadmořských výškách až 1800 metrů. Ve vyšších polohách jej nahrazuje Formica lemani, která se vyskytuje až do výšky do 3000 metrů.

## Způsob života
Hnízda jsou většinou polygynní, tzn. že v nich žije několik spářených královen, případně monogynní. Dělnice se mohou dožít až osmi let. Mravenec otročící je málo agresivní druh, který se pokud možno vyhýbá střetu s jinými mravenci. Často se stává kořistí mnoha jiných druhů, které si zakládají vlastní kolonie s pomocí jeho dělnic (proto otročící mravenec). Kolonie bývá také pravidelně napadána mravencem loupeživým (Formica sanguinea) a mravencem otrokářským (Polyergus rufescens), kteří zde kradou kukly.

## Výživa
Strava se skládá především z hmyzu a medovice.

## Systematika
Druh mravence otročícího (Formica fusca) se dělí na tyto poddruhy:
- Formica fusca alpicola Gredler, 1858[3]
- Formica fusca fusca Linnaeus, 1758[4]
- Formica fusca fuscolemani Samsinak, 1951[5]
- Formica fusca tombeuri Bondroit, 1917[6]

Fosilie Formica flori, nalezená v tisících exemplářů v eocenním baltském jantaru, je natolik podobná recentní F. fusca, že ji někteří autoři považují za druhově identickou, případně F. fusca přinejmenším za přímého potomka F. flori.